# Conte di Wemyss

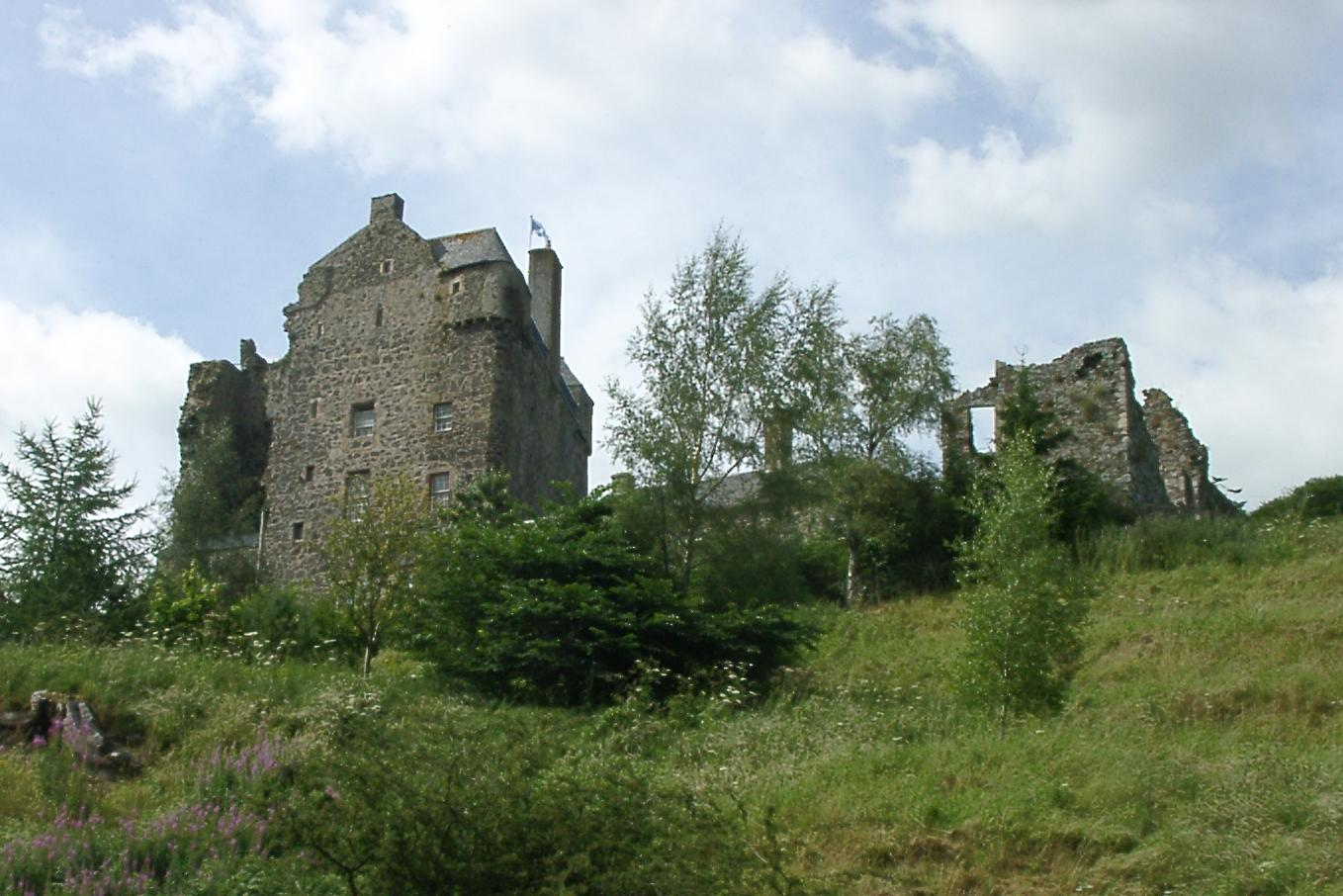
Neidpath Castle

Il titolo Conte di Wemyss (pronunciato "Weemz") e il titolo Conte di March sono due titoli nella Paria di Scozia, creati rispettivamente nel 1633 e nel 1697. La famiglia Wemyss possedeva le terre di Wemyss, nel Fife, dal XII secolo.

## Storia
Nel 1625 John Wemyss è stato creato baronetto di Wemyss, nella Contea di Fife. Nel 1628 è stato elevato a Pari di Scozia come Lord Wemyss di Elcho, e nel 1633 è stato ulteriormente onorato quando fu fatto Lord Elcho e Methel e Conte di Wemyss, anche nella nobiltà scozzese. In seguito ha sostenuto il parlamento scozzese contro Carlo I, ed è morto nel 1649. Gli succedette il figlio, il secondo conte. Lord Wemyss non aveva eredi maschi e alla sua morte, nel 1679, il ramo maschile della famiglia si estinse. Gli succedette la figlia Margaret, la terza contessa, e poi il figlio avuto dal suo primo matrimonio, David, il quarto conte, che servì come Lord Alto Ammiraglio della Scozia e sedette alla Camera dei lord come rappresentante scozzese (1707-1710). Lord Wemyss sposò Lady Anne Douglas, figlia di William Douglas, I duca di Queensberry e sorella di William Douglas, I conte di March.
Alla sua morte i titoli passarono al figlio maggiore superstite, James, il quinto conte. Il figlio maggiore David, Lord Elcho, era stato implicato nella rivolta giacobita del 1745. Alla morte del padre, nel 1756, non gli fu permesso di succedergli, ma comunque assunse il titolo di Conte di Wemyss. Lord Elcho morì senza figli e gli succedette il suo fratello minore Francis, il settimo conte, che ha assunto il cognome Charteris in luogo di Wemyss. Il suo successore fu suo nipote Francis, l'ottavo conte. Nel 1810, alla morte di William Douglas, IV duca di Queensberry e III conte di March, gli succedette come quarto conte di March, quarto visconte di Peebles e quarto Lord Douglas di Neidpath, Lyne e Munard. Nel 1821 fu creato barone Wemyss, nel Pari del Regno Unito. Nel 1826 divenne l'ottavo conte.
Gli succedette il figlio, il nono conte di Wemyss e quinto conte di March. Fu Lord luogotenente del Peeblesshire (1853-1880). Alla sua morte il titolo passò a suo figlio, il decimo conte. Ha rappresentato il Gloucestershire e lo Haddingtonshire alla Camera dei comuni per molti anni. Gli succedette il figlio maggiore, l'undicesimo conte. Sedette fra i conservatori al Parlamento per lo Haddingtonshire e per Ipswich e fu Lord luogotenente del Haddingtonshire (1918-1937). A partire dal 2008 i titoli sono detenuti dal tredicesimo conte di Wemyss, che è a capo del Clan Charteris.

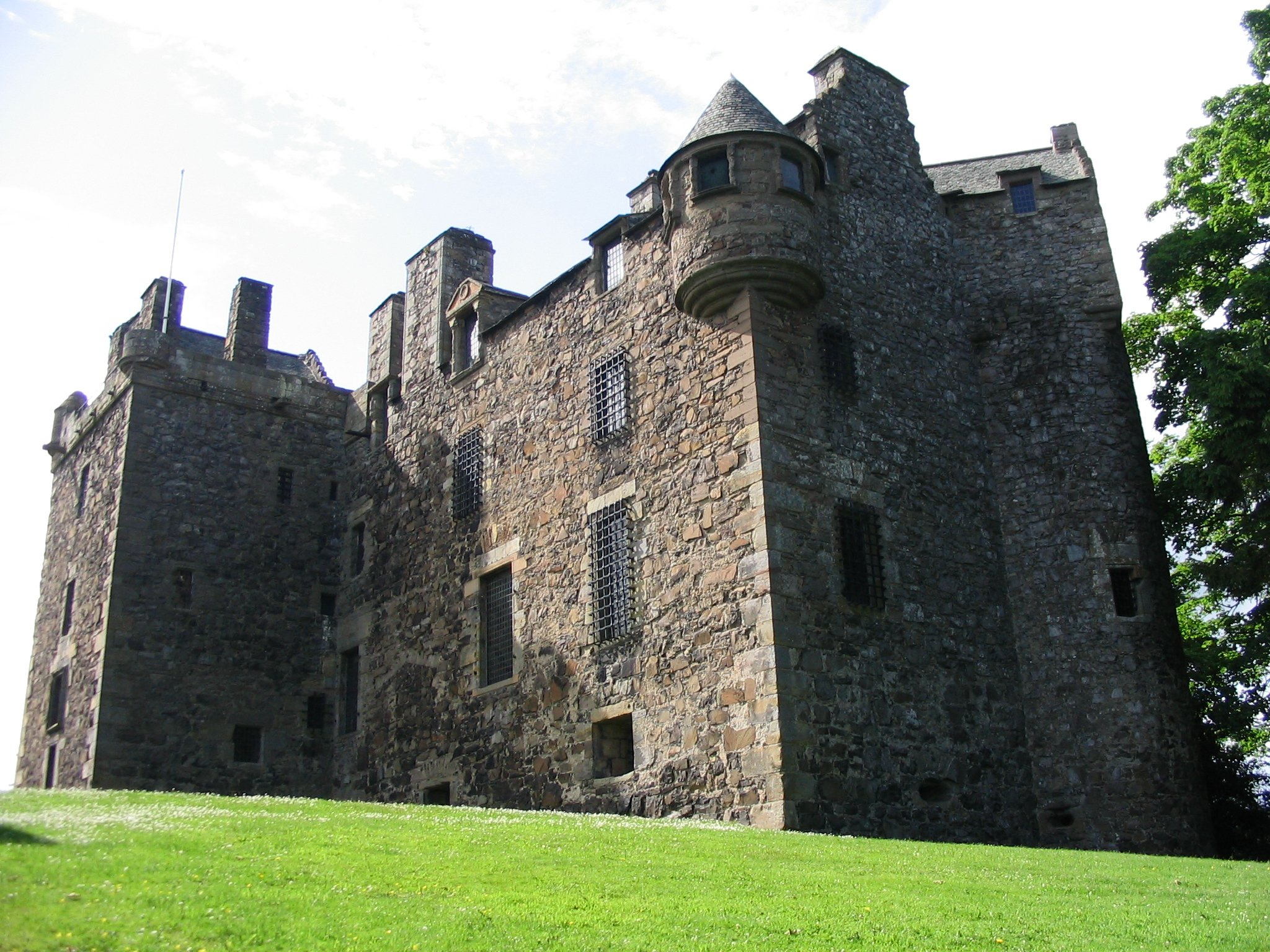
Elcho Castle

La residenza ufficiale è Gosford House, vicino a Longniddry, East Lothian. La famiglia possiede anche Stanway House, nel Gloucestershire, Neidpath Castle, vicino a Peebles, e Elcho Castle, vicino a Perth.

## Conti di Wemyss (1633)
- John Wemyss, I conte di Wemyss (1586-1649)
- David Wemyss, II conte di Wemyss (1610-1679)
- Margaret Wemyss, III contessa di Wemyss (1659-1705)
- David Wemyss, IV conte di Wemyss (1678-1720)
- James Wemyss, V conte di Wemyss (1699-1756)
- David Wemyss, VI conte di Wemyss (1721-1787)
- Francis Charteris, VII conte di Wemyss (1723-1808)
- Francis Charteris, VIII conte di Wemyss e IV conte di March (1772-1853)
- Francis Charteris, IX conte di Wemyss e V conte di March (1796-1883)
- Francis Charteris, IX conte di Wemyss e VI conte di March (1818-1914)
- Hugo Charteris, XI conte di Wemyss e VII conte di March (1857-1937)
- Francis Charteris, XII conte di Wemyss e VIII conte di March (1912-2008)
- James Wemyss, XIII conte di Wemyss e IX conte di March (1948)

L'erede è l'unico figlio dell'attuale conte, Francis Richard Charteris, Lord Elcho (1984).

## Conti di March (1697)
- William Douglas, I conte di March (1665-1705)
- William Douglas, II conte di March (1696-1731)
- William Douglas, III conte di March (1725-1810)

Vedi sopra per ulteriori successione.